# Episparonia angulatilinea
Episparonia angulatilinea är en fjärilsart som beskrevs av George Thomas Bethune-Baker 1906. Episparonia angulatilinea ingår i släktet Episparonia och familjen nattflyn. Inga underarter finns listade i Catalogue of Life.